# Stokesiidae
Famille
Les Stokesiidae sont une famille de Ciliés de la classe des Oligohymenophorea et de l'ordre des Peniculida.

## Étymologie
Le nom de la famille vient du genre type Stokesia, probablement donné, en 1929 par  Wenrich, en hommage au naturaliste anglais Charles Stokes (d).

## Description
Selon Kahl (1931), l'espèce Stokesia vernalis a une surface ventrale plane d'un diamètre de 100 à 160 μm ; sa surface dorsale est obtuse, obliquement conique. Elle est densément ciliée sur sa surface ventrale, avec, en bordure, un anneau de cils plus longs, mais elle est nue sur sa surface dorsale à l'exception d'une rangée lâche de cils sur la suture dorsale, à partir de laquelle rayonnent des rayures étroites. La bouche présente, près du milieu de la surface ventrale, deux champs ciliés situés dans une dépression peu profonde. Son ectoplasme possède des trichocystes ; son endoplasme possède des zoochlorelles. Son macronoyau est ovale-lenticulaire ; on note la présence de 2 à 4 micronoyaux et d'une vacuole contractile près du sommet dorsal, entourée de 6 à 8 canaux. Son anus est subapical (dorsal).
Son cycle de reproduction comprend la conjugaison, la division transversale et la formation de kystes.
Elle nage très rapidement en ligne ou en spirale. Elle se nourrit de flagellés verts et de diatomées. 
Selon Lynn (2010), les Stokesiidae ont une taille moyenne  (80 à 200 μm). Ils ont nettement la forme de cône ou de cœur, avec leur surface ventrale aplatie et leur surface dorsale bosselée. Ils vivent en natation libre. Leur ciliation somatique est holotriche (c. à d. homogène). Leur région buccale est relativement grande ; elle se présente sous la forme d'une dépression ventrale en forme de « V » sur une surface ventrale quelque peu aplatie, et a une position médio-ventrale, avec un polykinétide buccal interne ou, plus à droite, est composée de quatre rangées largement espacées (c'est-à-dire un « quadrulus »). Leur macronoyau est ellipsoïde à lenticulaire. Ils peuvent avoir de multiples micronoyaux. Vacuole contractile et cytoprocte sont présents. Ils se nourrissent de flagellés et de microalgues, comme, par exemple, des diatomées.

## Habitat et répartition
Les Stokesiidae vivent dans des habitats d'eau douce, généralement planctoniques.
Ils ont une large répartition mondiale.

## Liste des genres
Selon GBIF (22 décembre 2023) :
- Disematostoma Lauterborn, 1894
- Parastokesia Jankowski, 1967
- Stokesia Wenrich, 1929 genre type
  - Espèce type : Stokesia vernalis Wenrich, 1929

Selon Lynn (2010) :
- Parastokesia Jankowski, 1967 (Genre synonyme : Disematostoma Lauterborn, 1894
- Stokesia Wenrich, 1929

## Systématique
Le nom correct de ce taxon est Stokesiidae Roque, 1961.